# Ethiopica hesperonota
Ethiopica hesperonota là một loài bướm đêm trong họ Noctuidae.